# 浜田陽太郎
浜田 陽太郎（はまだ ようたろう、1925年8月15日 - 1998年4月28日）は、日本の教育学者。教育社会学、教育史などを研究。第13代・14代立教大学総長。

## 経歴
台湾生まれ。甲陽中学校を経て、東京文理科大学卒。野間教育研究所、信濃教育会教育研究所に勤めた。1965年、東京教育大学助教授となり、1973年、立教大学文学部の教授となる。1986年から1994年まで同大学総長。日本私立大学連盟会長を務めた。また、長く野球部長も務めた。

## 著書
- 『近代農民教育の系譜』
- 『『教育』への問いかけ』
- 『私の履歴書―立教での日々』
- 『戦後教育の潮流―改革の理念は生きつづけたか 討論』
- 『近代日本教育の記録〈上〉』
- 『近代日本教育の記録〈中〉』
- 『近代日本教育の記録〈下〉』
- 『教育論』（翻訳）
- 『日本農村の教育―その歴史と農民 』
- 『農村生活を考える―対談』
- 『「教育」への問いかけ―立てなおそう今日の教育を』